# スイート オアシス
『スイート オアシス』は、秋里和国による日本の漫画作品。
『プチコミック』（小学館）にて2005年9月号から2007年10月号まで連載されていた。単行本は全5巻。
作者はこの作品を描くために、自ら樹医の資格を取得した。しかし、虫嫌いのため、実践では役に立っていないという。

## あらすじ
亡くなった姉が遺した借金返済のため、スチュワーデスの職を辞し、銀座のクラブでホステスとして働く泉。姉の死のショックから完全に立ち直れたわけでもなく、決して好きでやっている仕事でもなく、癒されたいと願っていた。
ある日、客としてやって来たのは、かつて自分が勤めていた航空会社のコ・パイ・入江。そしてまたある日の仕事帰り、木の根につまずいて転んでしまった泉は、奇妙な壮年の男性と出会う。更に後日、店の近くに引っ越したいと願っていた泉とルームシェアをすることになった男・羽出須と出会う。
羽出須のマンションからの帰り、都会のど真ん中に広がる森を見つける。そこはあの壮年の男性が手入れをしているという庭だった。ファザコンの泉は彼・幸純に恋に落ちる。癒しの場所・オアシスを手に入れたかに思えた泉だが、幸純とコ・パイの入江、羽出須の3人が親子だと分かり、泉の目まぐるしい日々が始まる。

## 登場人物
森尾 泉（もりお いずみ）
21歳。全日航のスチュワーデスだったが、借金返済のために銀座のホステスに転職。睡眠薬なしではまともに寝られない不眠の日々が続いていた。ファザコン。幸純のことを好きになる。
パイロットだった父親が12歳の時に飛行機の墜落事故で亡くなり、母とその再婚相手と姉・萌と暮らしていた。母も18歳の時に亡くなり、義父は姉に金をせびるようになり、借金がかさんだ姉は自殺してしまった。
入江 幸純（いりえ こうじゅん）
樹医。元・全日航のパイロット。3年前、妻の死が原因で辞職した。
若い頃から女性にモテ、浮気癖もあった。30代半ばの頃、大学生の頃に関係を持った女性が別れた後に自分の子どもを出産していたことを初めて知り、彼女の遺言に従って2人の息子を引き取った。
入江 是宇主（いりえ ぜうす）
幸純の長男。全日航の副操縦士（コ・パイ）。泉のことを好きになる。
13歳まで実母と母子家庭で育つ。幸純に引き取られた後もすぐに懐き、父と同じようにパイロットになる夢を持ち、実現させた。
入江 羽出須（いりえ はです）
是宇主の二卵性双生児の弟。職業は爪師。実母が2人も育てられないと言ったため、13歳まで福岡の親戚の家で育った。政人に「羽出須が子宮から出ようとした時に是宇主が羽出須を蹴り飛ばしたから次男になった」など、長男・是宇主を憎むようにあることないこと吹き込まれながら育てられた。巨体で、既製品の服はほとんど入らないため、自分で個性的な服を作っている。
小倉 政人（おぐら まさと）
泉が働くクラブのマネージャー。入江兄弟のいとこ。県議会議員を父親に持ち、親が長男ばかり大事にするため、羽出須の境遇に共通点を見出し、是宇主を憎むように羽出須を育てた。羽出須にとっては母親的存在。
入江 桜子（いりえ さくらこ）
幸純の妻。和服の似合う美人。夫の浮気症に悩む。不妊症。3年前に庭の桜の木で首を吊って自殺した。
小倉 知子（おぐら ともこ）
是宇主・羽出須兄弟の実母。学生時代は女性の地位向上を謳う活動に尽力していた。幸純と関係を持ち、別れた後に内緒で出産した。ただ双子だったのが予定外で、幸純に似た是宇主のみ手元で育て、羽出須は実家で育ててもらった。

## 書誌情報
- 秋里和国 『スイート オアシス』 小学館〈フラワーコミックスα〉 全5巻
  1. 2006年02月24日発売、ISBN 4-09-130343-9
  2. 2006年07月26日発売、ISBN 4-09-130549-0
  3. 2007年01月26日発売、ISBN 978-4-09-130838-2
  4. 2007年06月26日発売、ISBN 978-4-09-131087-3
  5. 2007年11月26日発売、ISBN 978-4-09-131377-5